# 百齡河濱公園

百齡河濱公園位於臺灣臺北市士林區，設施有足球場2面、籃球場5面、壘球場5面，橄欖球場3面、網球場7面、越野技術車廠一座、槌子場及溜冰場各一面。河岸護提兼固定看台，部份夜間照明及流動廁所，並提供各項運動相關比賽及訓練用場地及民眾休閒使用。
百齡足球場則於2002年經翻修，現許多足球比賽、訓練及活動，都在此場地進行。

## 外部連結
- 臺北市政府工務局水利工程處-百齡左岸河濱公園 （页面存档备份，存于）
- 臺北市政府工務局水利工程處-百齡左岸河濱公園 （页面存档备份，存于）
- 百齡河濱公園(社子岸)  網球場A(社子岸) （页面存档备份，存于）.臺北市政府體育局
- 百齡河濱公園(社子岸)  籃球場I(社子岸) （页面存档备份，存于）.臺北市政府體育局
- 百齡河濱公園(社子岸)  籃球場G(社子岸) （页面存档备份，存于）.臺北市政府體育局
- 百齡河濱公園(社子岸)  籃球場E(社子岸) （页面存档备份，存于）.臺北市政府體育局
- 百齡河濱公園(社子岸)  籃球場C(社子岸)  （页面存档备份，存于）.臺北市政府體育局
- 百齡河濱公園(社子岸)  籃球場A(社子岸) （页面存档备份，存于）.臺北市政府體育局
- 百齡河濱公園(社子岸)  競速溜冰場(社子岸) （页面存档备份，存于）.臺北市政府體育局
- 百齡河濱公園(社子岸)  網球場(社子岸) （页面存档备份，存于）.臺北市政府體育局
- 百齡河濱公園(社子岸)  棒球場 F(社子岸) （页面存档备份，存于）.臺北市政府體育局
- 百齡河濱公園(社子岸)  棒球場 H(社子岸) （页面存档备份，存于）.臺北市政府體育局
- 百齡河濱公園(社子岸)  棒球場G(社子岸) （页面存档备份，存于）.臺北市政府體育局
- 百齡河濱公園(社子岸)  槌球場(社子岸) （页面存档备份，存于）.臺北市政府體育局
- 百齡河濱公園  壘球場(士林岸) （页面存档备份，存于）.臺北市政府體育局
- 百齡河濱公園  英式橄欖球場(士林岸) （页面存档备份，存于）.臺北市政府體育局
- 百齡河濱公園  足球場(士林岸) （页面存档备份，存于）.臺北市政府體育局
- 百齡河濱公園  籃球場(士林岸) （页面存档备份，存于）.臺北市政府體育局